# Структурированное финансирование
Структурированное финансирование — комплекс мер финансового инжиниринга, направленный на секьюритизацию сохранности, доходности, возвратности капитала через выпуск свидетельства о собственности на текущие или будущие денежные потоки, обеспеченные активами или пулом активов бизнеса, или путём продажи бизнесом этих активов SPV, SPE.
Выполняется командой узкоспециализированных профессиональных участников финансового рынка, в том числе ordinator, underwriter, trustee, investors, agregator, depositor, issuer, servicer.
Используется для (1) для сокращения экономической стоимости капитала, (2) нормативных требований к размеру минимального капитала в качестве балансового инструмента рефинансирования (3) для диверсификации воздействия различных активов (4) если традиционный капитал не соответствует цели бизнеса (5) традиционный капитал для бизнеса слишком дорогой для использования.